# Cabrillo National Monument

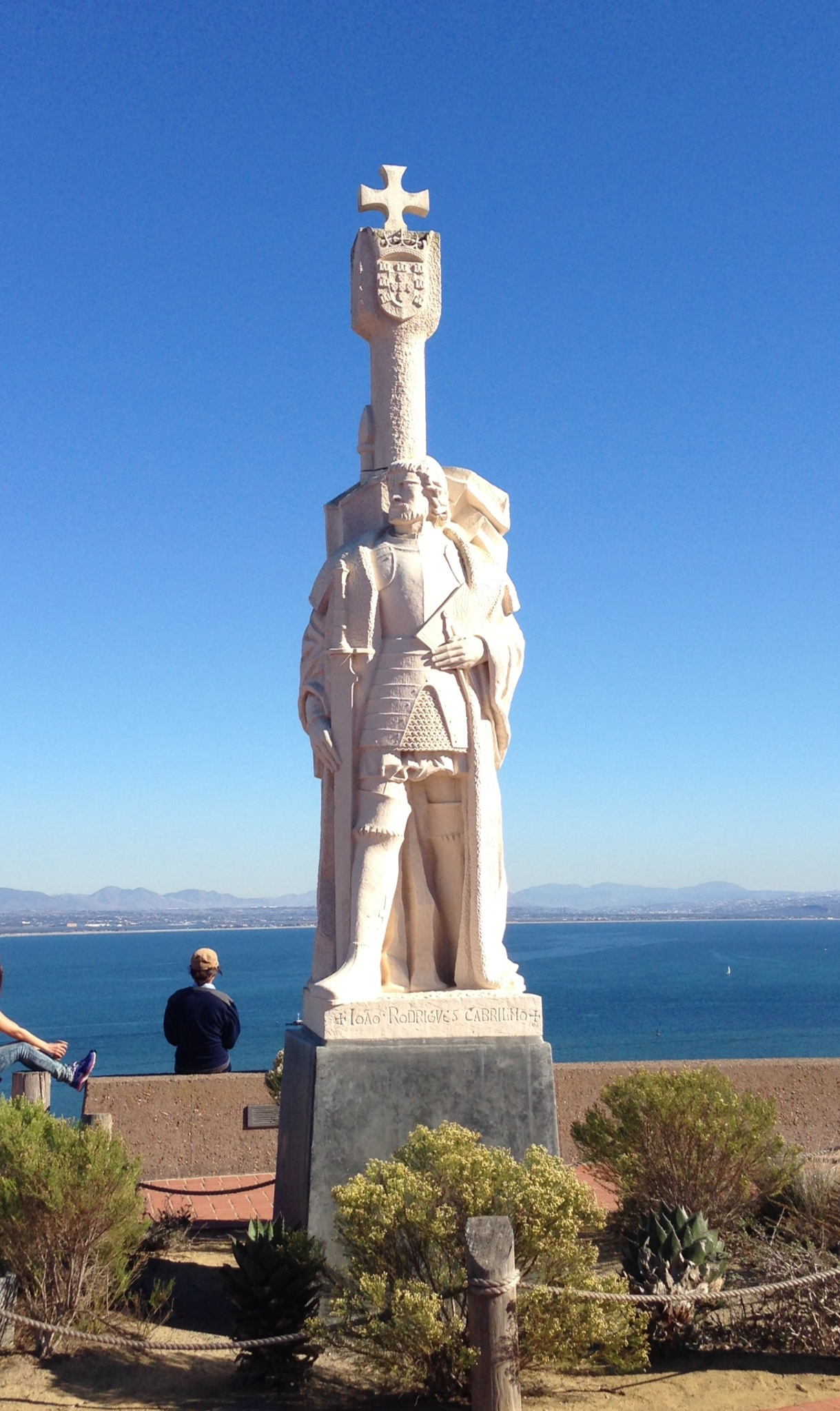
Cabrillo National Monument

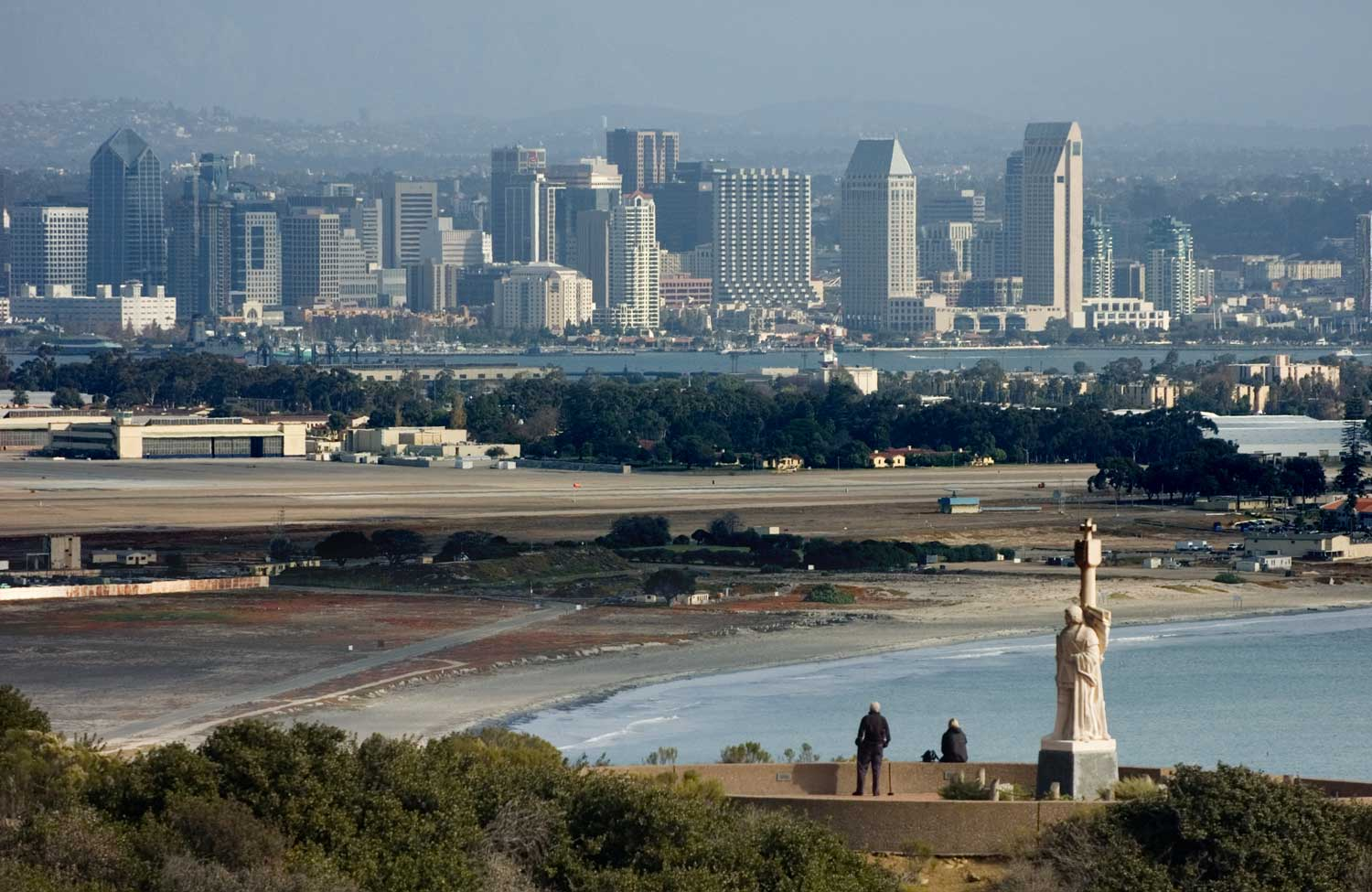
Pomnik Juana Rodrígueza Cabrillo na tle San Diego

Cabrillo National Monument – amerykański pomnik narodowy w stanie Kalifornia, w pobliżu San Diego. Upamiętnia lądowanie w okolicach San Diego hiszpańskiego odkrywcy Juana Rodrígueza Cabrillo, który jako pierwszy Europejczyk 28 września 1554 dotarł do zachodnich wybrzeży obecnych Stanów Zjednoczonych. Co roku w rocznicę tego wydarzenia na terenie parku ma miejsce jego teatralne odtworzenie.
Pomnik został ustanowiony decyzją prezydenta Woodrowa Wilsona 14 października 1913 na powierzchni około 2000 m². Pierwotnie opieka nad pomnikiem leżała w gestii Departamentu Wojny Stanów Zjednoczonych, jednak 10 sierpnia 1933 przekazano go w zarząd National Park Service. Powierzchnię obszaru znajdującego się pod ochroną trzykrotnie zmieniano, po raz pierwszy 2 lutego 1959, ponownie 28 września 1974 i ostatni raz 3 lipca 2000. Obecnie jego powierzchnia wynosi około 0,65 km². Znajduje się na liście National Register of Historic Places.